# Massaker von Kasanga
Am 12. Februar 2025 drangen Kämpfer der Allied Democratic Forces (ADF), einer Terrorgruppe mit Verbindungen zum sogenannten Islamischen Staat (IS), zweimal in das Dorf Mayba im Lubero-Gebiet in Nord-Kivu in der Demokratischen Republik Kongo ein und entführten mindestens 70 christliche Zivilisten, hauptsächlich Frauen, Kinder und ältere Menschen. Die Gefangenen wurden anschließend in eine protestantische Kirche in Kasanga, Nord-Kivu (Kongo), verschleppt, wo sie durch Enthauptung hingerichtet wurden.

## Hintergrund
Die ADF ist eine islamistische Gruppe aus Uganda, die 1996 einen Aufstand begann. Dieser breitete sich auf die Demokratische Republik Kongo aus und intensivierte sich in den 2010er Jahren. Zu ihren Angriffen in Nord-Kivu gehört ein Massaker in Beni im Jahr 2016 mit mindestens 64 Toten. Ende der 2010er Jahre begann die Gruppe, sich dem Islamischen Staat anzuschließen. Im Jahr 2020 verkündete der ugandische Terrorist und ADF-Anführer Musa Baluku, dass die ADF aufgehört habe zu existieren und von der „Zentralafrikanischen Provinz des Islamischen Staates“ abgelöst worden sei. Im Januar 2023 verübte die ADF im Nord-Kivu Massaker in Kasindi, Makugwe und Kirindera.
Im März 2023 wurden neun Menschen getötet und mehrere weitere wurden vermisst, nachdem ADF-Terroristen einen bewaffneten Angriff auf das Dorf Nguli im Lubero-Gebiet in Nord-Kivu verübt hatten. Im selben Monat nahmen die Rebellen im Dorf Katiri im Beni-Gebiet in Nord-Kivu Zivilisten als Geiseln.

## Angriff
Am 12. Februar 2025 um 4:00 Uhr morgens drangen bewaffnete Mitglieder der Allied Democratic Forces in das Dorf Mayba im Lubero-Gebiet in Nord-Kivu ein, wo sie die Bewohner aufforderten, ihre Häuser zu verlassen. Sie nahmen sofort mindestens 20 Zivilisten gefangen und zogen ab, bevor sie gegen 18:00 Uhr zurückkehrten. Bei ihrer Rückkehr umzingelten die ADF-Kämpfer das Dorf und nahmen weitere 50 Zivilisten gefangen.
Die Gefangenen wurden in eine protestantische CECA-20-Kirche in Kasanga, einem Nachbardorf in der Nähe von Lubero im Lubero-Gebiet in Nord-Kivu, gebracht, wo sie gefesselt und mit Macheten hingerichtet wurden. Die Leichen der Ermordeten wurden am 14. Februar 2025 noch in der Kirche gefunden.
Ein Ältester der CECA20-Kirche, die von der Gewalt stark betroffen ist, beklagte "Wir wissen nicht, was wir tun sollen; wir haben genug von den Massakern. Möge allein Gottes Wille geschehen."